# Нове-Място-над-Пилицон (гмина)
Нове-Място-над-Пилицон (пол. Nowe Miasto nad Pilicą) — гмина (волость) в Польше, входит как административная единица в Груецкий повет, Мазовецкое воеводство. Население — 8381 человек (на 2004 год).

## Демография
| Перепись                       | Всего   | Всего | Женщины | Женщины | Мужчины | Мужчины |
| ------------------------------ | ------- | ----- | ------- | ------- | ------- | ------- |
| Единицы                        | человек | %     | человек | %       | человек | %       |
| Население                      | 8381    | 100   | 4301    | 51,3    | 4080    | 48,7    |
| Плотность населения (чел./км²) | 52,9    | 52,9  | 27,1    | 27,1    | 25,7    | 25,7    |

## Сельские округа
1. Белек
2. Белины
3. Домброва
4. Юзефув
5. Доманевице
6. Годзимеж
7. Гостомя
8. Янковице
9. Ленгонице
10. Залесе
11. Победна
12. Промник
13. Просна
14. Гилювка
15. Рокитница
16. Росоха
17. Рудки
18. Сацин
19. Саньбуж
20. Стшалки
21. Свидрыгалы
22. Валиска
23. Вал
24. Вежхы
25. Воля-Победзиньска
26. Вулька-Лигензовска
27. Вулька-Магерова
28. Жджарки
29. Жджары

## Соседние гмины
1. Гмина Целёндз
2. Гмина Кльвув
3. Гмина Могельница
4. Гмина Одживул
5. Гмина Посвентне
6. Гмина Жечица
7. Гмина Садковице
8. Гмина Высмежице